# Sarajlije
Sarajlije su naseljeno mjesto u općini Tomislavgrad, Federacija Bosne i Hercegovine, BiH.

## Stanovništvo

### 1991.
Nacionalni sastav stanovništva 1991. godine, bio je sljedeći:
ukupno: 413
- Hrvati – 408 (98,79 %)
- Muslimani – 4 (0,97 %)
- Srbi – 3 (0,73 %)

### 2013.
Nacionalni sastav stanovništva 2013. godine, bio je sljedeći:
ukupno: 460
- Hrvati – 460 (100 %)

## Poznate osobe
- Ivan Krstanović, hrvatski i bosanskohercegovački nogometaš
- Jozo Mašić, hrvatski i bosanskohercegovački književnik, novinar, amaterski slikar i kipar[3]
- Mario Pašalić, hrvatski nogometaš (podrijetlom)
- Damir Škaro, hrvatski boksač, političar, poduzetnik (podrijetlom)